# Ravenhawk
Ravenhawk (Raven Hawk) è un film per la televisione statunitense del 1996 diretto da Albert Pyun.

## Trama
Una donna nativa è ricercata per l'omicidio della sua famiglia e diventa latitante. Anni dopo, è alla caccia degli assassini della sua famiglia.